# Jawat!
Raoul Geerman (Den Haag, 1977), beter bekend als Jawat!, is een Nederlands rapper van Antilliaanse komaf. In 2004 kreeg hij bekendheid nadat hij op het Kubus-album Buitenwesten verscheen. Hij ging samen met Opgezwolle, Typhoon, Kubus en DuvelDuvel op de succesvolle Buitenwesten tour, waarna hij eind 2005 zijn debuutalbum Ut Zwarte Aap uitbracht. Het album werd bij de Gouden Greep muziekprijzen uitgeroepen tot Beste Album. Daarnaast won Jawat! de awards voor Beste Artiest en Beste Single met het nummer Zwarte Koffie. Ook won hij dat jaar de finale van de Grote Prijs van Nederland in de categorie hiphop. Door onenigheden met collegarappers en zijn label Top Notch werd het echter stil rondom de rapper.

## Biografie
Jawat! werd geboren in Den Haag als zoon van Antilliaanse ouders. Hij verhuisde vervolgens naar Zwolle en later naar Kampen, maar woonde ook een periode op Aruba. Hij begon met het schrijven van Engelse teksten onder de naam Smook en vormde samen met de leden van het latere DuvelDuvel de rapformatie Skiffo's. Aan het begin van de 21e eeuw kwam hij in Zwolle in aanraking met de groep Opgezwolle.

### 2004-05:Ut Zwarte AapenBuitenwesten Tour
Via Opgezwolle kwam hij in contact met de producer Kubus. Samen met Kubus maakte hij in 2004 het nummer Koppensnellers, dat op Kubus' album Buitenwesten kwam te staan. Ook had hij een gastoptreden op het nummer DDDDDikke Gek met Sticks en Rico.
In 2005 bracht hij in eigen beheer de ep Ut Zwarte Aap uit, een voorproefje op zijn gelijknamige album. 
Hij tekende een contract bij het nederhoplabel Top Notch en bracht in 5 september 2005 zijn debuutalbum Ut Zwarte Aap uit. In vijf weken verkocht hij al 2500 fysieke albums, waardoor er een tweede druk moest komen. De eerste single met videoclip werd het nummer Zwarte Koffie met Opgezwolle.
Samen met DuvelDuvel, Opgezwolle, Kubus en Typhoon ging Jawat! op de Buitenwesten Tour. De tour ging door heel het land en trok volle zalen. In december won hij vervolgens de Grote Prijs van Nederland in de categorie hiphop/r&b. Als kers op de taart was Jawat! dat jaar de grote winnaar bij de Gouden Greep awards. Hij werd uitgeroepen tot Beste Artiest, zijn album werd verkozen tot Beste Album van 2005 en zijn single Zwarte Koffie met Opgezwolle werd de Beste Single. Ook kreeg hij dat jaar een Essent Award.

### 2006-07: Onenigheid met Duvel en Top Notch
Na al het succes van zijn debuutalbum kreeg Jawat! in 2006 onenigheid met collegarapper Duvel. Duvel hielp Jawat! bij het maken van zijn debuutalbum, maar claimde later geen geld en waardering te hebben gekregen voor zijn bijdrage. Duvel trok zich terug uit de muziekindustrie en Jawat! ging in zijn eentje werken aan zijn tweede album. Hij bouwde van het prijzengeld dat hij kreeg voor het winnen van de Grote Prijs van Nederland zijn eigen studio en begon met het produceren van zijn eigen beats.
Hij verscheen aan het einde van 2006 op het succesvolle Opgezwolle-album Eigen Wereld op het nummer Gekkenhuis. In 2007 maakte hij samen met Sticks het nummer Water/Vuur voor Sticks' album Fakkelteit. Een tweede Jawat!-album verscheen echter nooit en het werd stil rondom de rapper.

### 2009-10: Korte comeback metComputercrash
Jawat! verhuisde naar Rotterdam, waarna er in augustus 2009 plots nieuwe muziek van de rapper verscheen. Hij had met drie nummers een grote bijdrage aan de ep van producer Dion genaamd Even Goede Vrienden. Daarnaast werd het in november bekend dat Jawat! aan nieuw materiaal werkte samen met Duvel en Kubus. Een maand later, op 28 december, verscheen er op zijn website een compilatie-ep genaamd "Computercrash" van 8 nummers.
In 2010 verscheen het nummer 221 op het Rottz vol.1 verzamelalbum, een samenwerking met de oude Buitenwesten-groep Sticks, Duvel, Typhoon en Supahdupah. Vervolgens werd het voor de tweede keer stil rondom Jawat!.

## Prijzen en nominaties
Awards
| Jaar | Prijs                     | Categorie      | Muziek            | R   |
| ---- | ------------------------- | -------------- | ----------------- | --- |
| 2005 | Grote Prijs van Nederland | Hiphop/R&B     |                   | Win |
| 2005 | Gouden Greep              | Beste Artiest  |                   | Win |
| 2005 | Gouden Greep              | Beste Album    | Ut Zwarte Aap     | Win |
| 2005 | Gouden Greep              | Beste Nummer   | Zwarte Koffie     | Win |
| 2005 | Gouden Greep              | Beste Concert  | Buitenwesten Show | Win |
| 2005 | Essent Awards             |                |                   | Win |
| 2006 | Urban Awards              | Beste Lyrics   | Batterij          | Nom |
| 2006 | Urban Awards              | Beste Live-act |                   | Nom |
| 2006 | Urban Awards              | Beste Video    | Zwarte Koffie     | Nom |

3voor12 Song van het Jaar 
- 2005 - #30 Zwarte Koffie (met Opgezwolle)[13]

## Discografie

### Albums
Studioalbums
- Ut Zwarte Aap (2005)

Ep's
- Ut Zwarte Aap (2005)
- Computercrash (2009)

Hitnotering
| Jaar | Album         | 100 | weken |
| ---- | ------------- | --- | ----- |
| 2005 | Ut Zwarte Aap | 40  | 4     |

### Nummers
Singles
- Heel Goed (2005)

Losse nummers
- Baksteen
- De Ondeugd
- Mis
- Geeft Nix (met Duvel)
- Agressie (prod. Kubus)
- Naamloos
- Nepmuzikant
- Oh Shit
- Straategooo
- Straatfront
- Vrienden
- Laat Het een Les Zijn (met Sticks)
- Wat Ga Ik Doen?
- Lessenvan

### Samenwerkingen
Gastoptredens
| Jaar | Titel                             | Album                         |
| ---- | --------------------------------- | ----------------------------- |
| 2004 | Koppensnellers                    | Kubus - Buitenwesten          |
| 2004 | DDDDDikke Gek (met Sticks & Rico) | Kubus - Buitenwesten          |
| 2004 | Met Gevoel (met DuvelDuvel)       | DuvelDuvel - Aap-O-Theek      |
| 2006 | Gekkenhuis (met Opgezwolle)       | Opgezwolle - Eigen Wereld     |
| 2007 | Water/Vuur (met Sticks)           | Sticks & Delic - Fakkelteit   |
| 2009 | Deze Dagen (met Dion)             | Dion - Even Goede Vrienden EP |
| 2009 | Beter Droom je Verder (met Dion)  | Dion - Even Goede Vrienden EP |
| 2009 | Vleugels (met Dion)               | Dion - Even Goede Vrienden EP |

Verzamelalbums
| Jaar | Titel                                         | Album                        |
| ---- | --------------------------------------------- | ---------------------------- |
| 2005 | Patta Exclusief 1 (met Rico)                  | Patta Mixtape – Je Weet Toch |
| 2010 | 221 (met Sticks, Duvel, Supahdupah & Typhoon) | Rottz vol. 1                 |